# Robyn Lively

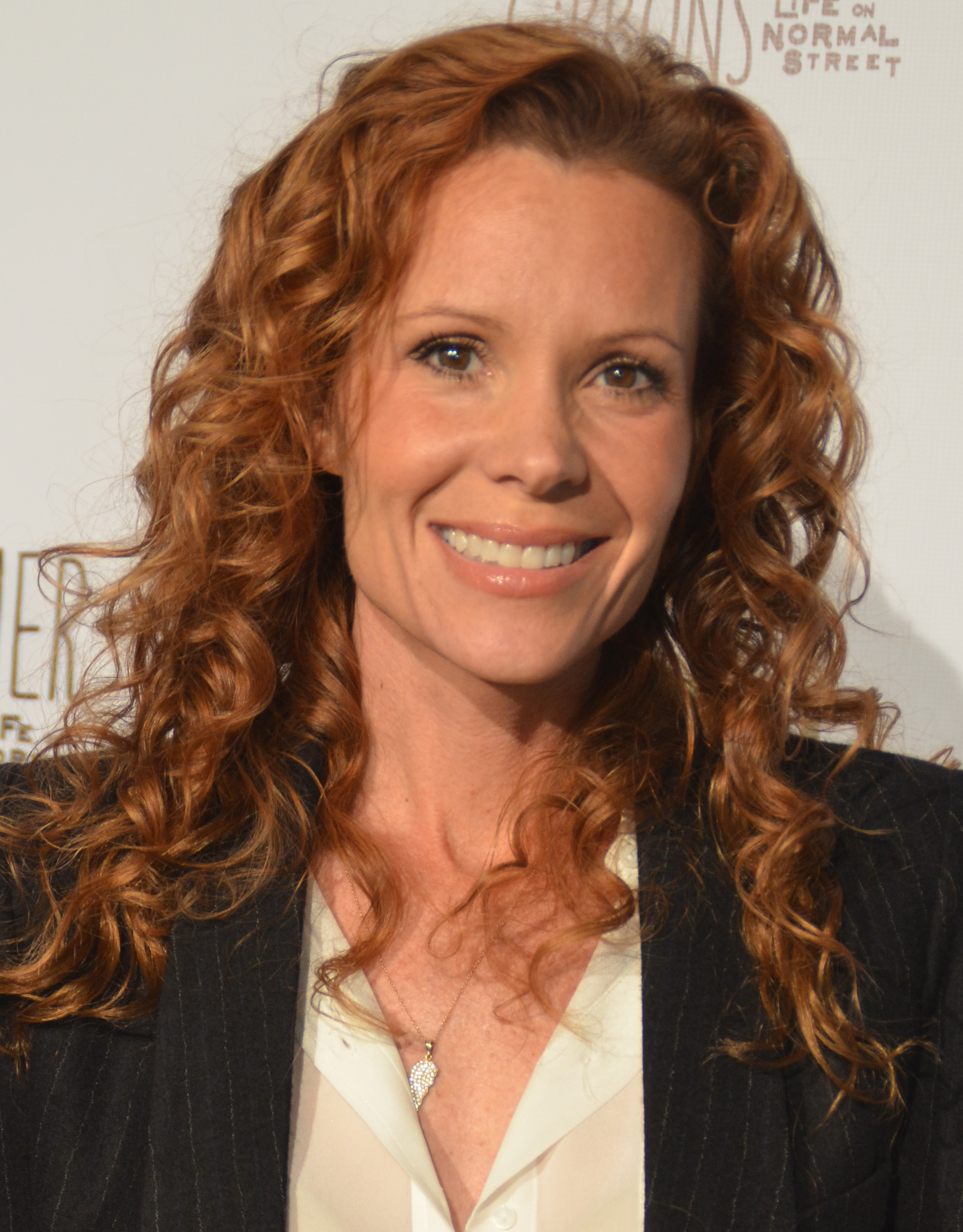
Robyn Lively (2014)

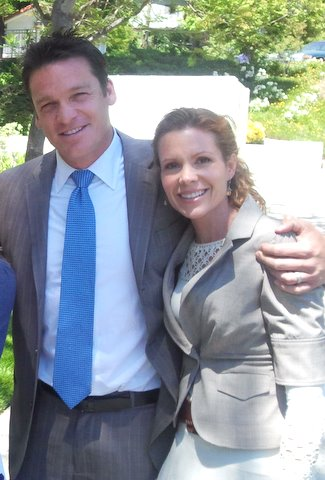
Robyn Lively mit ihrem Ehemann Bart Johnson (2011)

Robyn Elaine Lively (* 7. Februar 1972 in Powder Springs, Georgia) ist eine US-amerikanische Schauspielerin.

## Leben und Karriere
Robyn Lively stammt aus einer Schauspielfamilie: sowohl ihr Stiefvater Ernie Lively und ihre Mutter Elaine Lively als auch ihre Geschwister Jason, Eric und Blake sind als Schauspieler aktiv. Zudem ist sie seit 1999 mit dem Schauspieler Bart Johnson verheiratet und hat mit ihm drei Kinder.
Robyn Lively stand mit sechs Jahren das erste Mal vor der Kamera und war regelmäßig in Fernsehserien und Filmen zu sehen.
Sie wurde in ihrer Jugend mehrfach für den Young Artist Award nominiert, und zwar für ihre Rollen in den Filmen American Wildcats (1986) und Teen Witch (1989) sowie für ihre Auftritte in den Serien Knight Rider (1982) und Boone (1983). Sie erhielt die Auszeichnung jedoch nie.
In den letzten Jahren trat Robyn Lively vor allem in Fernsehserien wie Akte X – Die unheimlichen Fälle des FBI, Crossing Jordan – Pathologin mit Profil und JAG – Im Auftrag der Ehre auf.

## Filmografie (Auswahl)
- 1986: American Wildcats (Wildcats)
- 1986: Rocket Man (The Best of Times)
- 1988: Buckeye and Blue
- 1989: Karate Kid III – Die letzte Entscheidung (The Karate Kid, Part III)
- 1989: Teen Witch (Teen Witch)
- 1990: Teen Angel Returns (Fernsehserie)
- 1990: Parker Lewis – Der Coole von der Schule (Parker Lewis Can’t Lose, Fernsehserie, Folge: Greif zu, Tracy Lee!)
- 1990–1991: Twin Peaks (Fernsehserie, 6 Folgen)
- 1993: Kaltblütig geopfert (Precious Victims, Fernsehfilm)
- 1993: Zurück in die Vergangenheit (Quantum Leap, Fernsehserie, Folge 5x14: Die Sextante)
- 1995: Dangerous Dreams – Gefährliche Träume (Dream a Little Dream 2)
- 1996: Indiana Jones und die Reise mit Dad (The Adventures of Young Indiana Jones: Travels with Father, Fernsehfilm)
- 1996–1997: Savannah (Fernsehserie, 34 Folgen)
- 1999: Akte X – Die unheimlichen Fälle des FBI (The X-Files, Fernsehserie, Folge 6x21: Sporen)
- 2000: Hallo, ich bin der Weihnachtsmann! (Santa Who?, Fernsehfilm)
- 2003: JAG – Im Auftrag der Ehre (JAG, Fernsehserie, Folgen 8x20–8x21)
- 2007: 7-10 Split
- 2008: Criminal Minds (Fernsehserie, Folge 4x04)
- 2010: Letters to God
- 2010: The Mentalist (Fernsehserie, Folge 2×20)
- 2010: Psych (Fernsehserie, Folge 5x12)
- 2013: Longmire (Fernsehserie, Folge 2x12)
- 2014: Ouija – Spiel nicht mit dem Teufel (Ouija)
- 2014–2016: Gortimer Gibbon – Mein Leben in der Normal Street (Gortimer Gibbon’s Life on Normal Street, Fernsehserie, 35 Folgen)
- 2018: Hawaii Five-0 (Fernsehserie, Folge 8x16)
- 2018: Periphery
- 2018: Miss Arizona
- 2018: Code Black (Fernsehserie, Folge 3x08)
- 2019: The Good Doctor (Fernsehserie, Folge 2x15)
- 2019: Into the Dark (Fernsehserie, Folge 1x09)
- 2019: Leicht wie eine Feder (Light as a Feather, Fernsehserie, 8 Folgen)
- 2020: Through the Glass Darkly
- 2022: Cobra Kai (Fernsehserie, Folge 5x05)
- 2023: National Anthem

## Ludografie
- 1993: Return to Zork